# Аят (приток Караталыаята)
Аят — река в России, протекает по Карталинскому району Челябинской области. Сливается с рекой Караталы в посёлке Анненское с образованием реки Караталыаят. Длина реки составляет 13 км. Площадь водосборного бассейна — 136 км².

## Данные водного реестра
По данным государственного водного реестра России относится к Иртышскому бассейновому округу, водохозяйственный участок реки — Тобол от истока до впадения реки Уй, без реки Увелька, речной подбассейн реки — Тобол. Речной бассейн реки — Иртыш.
Код объекта в государственном водном реестре — 14010500212111200000393.